# Егоров, Эдуард Васильевич
Эдуа́рд Васи́льевич Его́ров (род. 7 января 1940) — советский ватерполист, бронзовый призёр Олимпийских игр. Мастер спорта СССР (1962). Заслуженный мастер спорта СССР.

## Карьера
На Олимпийских играх 1964 года в составе сборной СССР выиграл бронзовую медаль. На турнире провёл два матча.
Двукратный чемпион СССР. Выступал за МГУ (Москва).